# Національний музей етнографії у Варшаві

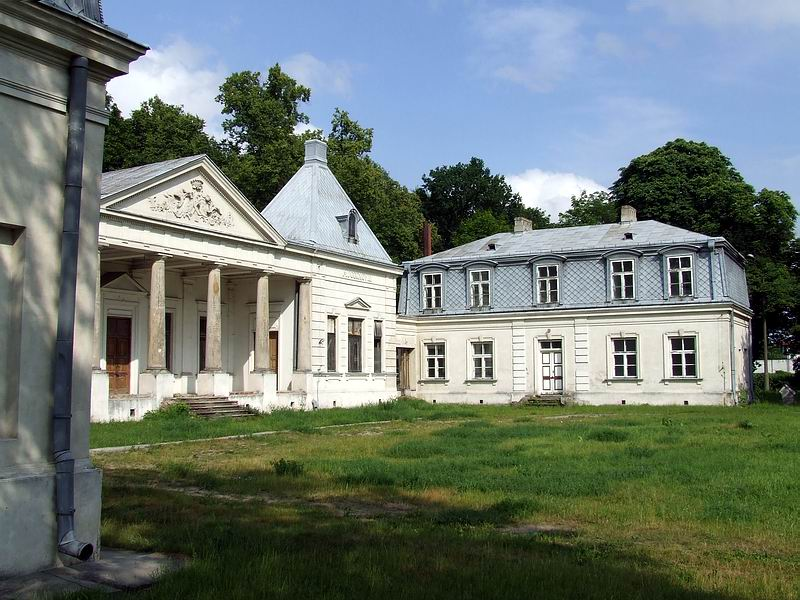
Pałac na Młocinach — перше повоєнне помешкання

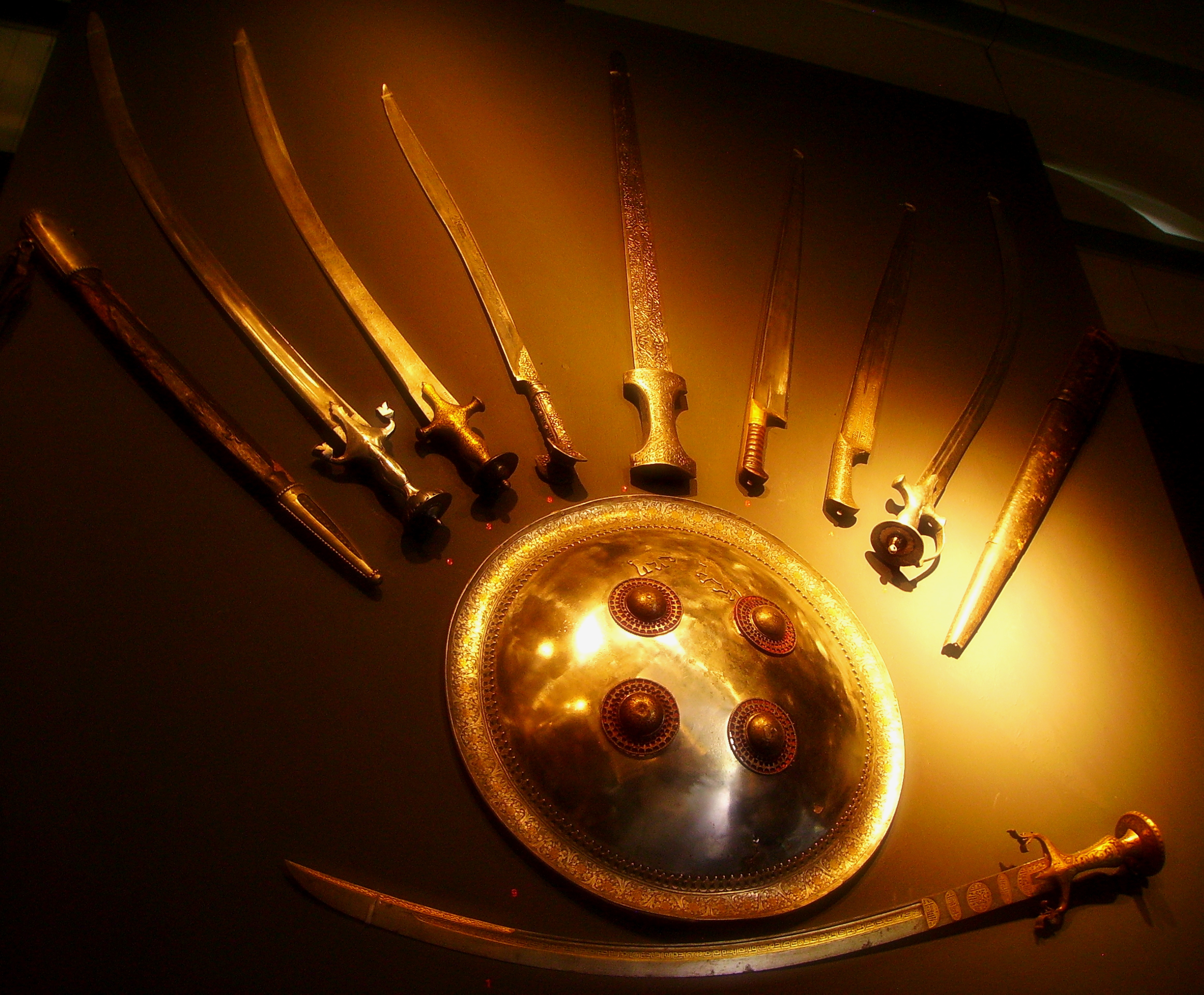
Фрагмент експозиції

Національний музей етнографії (пол. Państwowe Muzeum Etnograficzne w Warszawie) — один з найстаріших музеїв того типу у Польщі, міститься у Варшаві на вулиці Кредитовій, 1.
Музей утворено в 1888 році. Фонди дуже багаті, налічують понад 74 тис. об'єктів, експонованих на 6 постійних виставках. Щорічно організується 12 тимчасових виставок.

## Історія
Етнографічний музей створено за ініціативою мецената Я. М. Камінського разом з Яном Карловичем, які утворили організаційний комітет. У 1888 р. зосередилася, при Варшавському зоопарку, група ентузіастів, які нагромаджували етнографічні артефакти. В 1896 р. з участю любителів етнографії, збори було перенесено до Музею промисловості і сільського господарства, що мав свої приміщення у Краківському Передмісті, 66.
В 1921 р. турботи про етнографічну колекцію взяв на себе музеєзнавець та експерт з етнографії Європи Євгеніуш Франковський, який перетворив невпорядковане зібрання на сучасний музей, що крім виставкової діяльності займався науковими дослідженнями. Музейні колекції, що нараховували в 1922 р. 8954 експонати, з кожним роком швидко збільшувалися в розмірах, і в 1939 р. Колекція складалася з приблизно 30 тис. екземплярів. Колекція ділиться на три основні групи: артефакти з сучасних польських територій, у тому числі цінних народних костюмів і тканин, і  гуцульська колекція, що налічує понад 3000 зразків; колекції слов'ян і колекції з інших країн, які складають понад 50 відсотків від загального обсягу.
Багато експонатів походять з приватних колекцій польських етнографів, зокрема Леопольда Яніковського, Яна Кубаря, Броніслава Пілсудського, унікальні індо-китайські збори, походжачі від Ігнатія Заремби-Білаковича, a також збори, що походять з Китаю, Японії, Близького Сходу, Австралії i інших регіонів світу.
До війни бібліотека етнографічного музею була однією з найбагатших етнографічних бібліотек в країні. В результаті війни та бомбардувань Варшави музей був повністю зруйнований, і колекцію було знищено або втрачено.
В 1946 р. розпочалася організаційна робота щодо відновлення музею. Спочатку з'явився під назвою «Музею народної культури» і його тимчасовим місцеперебуванням був історичний вісімнадцятого століття палац Брюля на Млочинах по вул. Музейній.
У 1949 році було відкрито першу виставку у повоєнній історії музею. Експозиція носила назву «Polski strój ludowy». В 1959 р. Музей одержав нове помешкання — зруйнований будинок XIX століття, що належав Кредитному земському товариству, розташований на розі вулиць Кредитової і Мазовецької. Його відбудову фінансовано з кредитів Міністерства культури і мистецтва планами на 1962–1972.
15 грудня 1973 року сталося урочисте відкриття музею.

## Ресурси Інтернету
- Вебсайт музею
- Вікісховище має мультимедійні дані за темою: Національний музей етнографії у Варшаві
- J.W. Suliga — Державний етнографічний музей у Варшаві. Історія, колекції, напрямки розвитку